# Auchmis inextricata
Auchmis inextricata là một loài bướm đêm trong họ Noctuidae.